# Little Worlds
Little Worlds è il decimo album in studio del gruppo musicale Béla Fleck and the Flecktones, pubblicato nel 2003.

## Tracce

### Disco 1
1. Bill Mon – 8:42
2. The Ballad of Jed Clampett (con Bobby McFerrin & Sam Bush) – 4:06
3. Puffy – 6:45
4. New Math – 6:59
5. Longitude – 3:04
6. Latitude – 5:04
7. Centrifuge (con Derek Trucks) – 2:05
8. Off the Top (The Gravity Wheel) (con Nickel Creek) – 4:54
9. Off the Top (Line Dance) (con Nickel Creek) + Hidden Track/Follow the Line – 4:55

### Disco 2
1. The Fjords of Oslo – 0:41
2. Sherpa (con Bobby McFerrin) – 5:20
3. What It Is (con Bobby McFerrin) – 3:41
4. The Leaning Tower (con The Chieftains) – 6:06
5. Mudslingers of the Milky Way – 6:14
6. Captive Delusions (con Branford Marsalis) – 3:54
7. Costa Brava – 8:23
8. Poindexter (con Jerry Douglas) – 5:38
9. Prequel – 3:14
10. Return of the Mudslingers (con Branford Marsalis) – 2:50

### Disco 3
1. The Cave – 1:35
2. Next – 5:56
3. Pineapple Heart (con Derek Trucks/Sam Bush) – 5:06
4. Snatchin' – 4:47
5. Reminiscence – 5:33
6. Sleeper (con Bobby McFerrin) – 12:16
7. Flunky – 0:39
8. The Last Jam (con Derek Trucks/Jerry Douglas/Bernie Williams) + Hidden Track/The End – 4:26

## Formazione
- Béla Fleck - banjo, sintetizzatore, piano, voce
- Jeff Coffin - sassofoni, flauti, clarinetto, sintetizzatore, altri strumenti
- Future Man - sintetizzatori, batteria, percussioni, voce, altri strumenti
- Victor Wooten - bassi, altri strumenti